# 429 Lotis
A 429 Lotis (ideiglenes jelöléssel 1897 DL) a Naprendszer kisbolygóövében található aszteroida. Auguste Charlois fedezte fel 1897. november 23-án.